# Sittelle des Naga
Vous lisez un « bon article » labellisé en 2017.
Sitta nagaensis
Espèce
Synonymes
- Sitta europaea obscura La Touche, 1921
- Sitta europaea nebulosa La Touche, 1922
- Sitta europaea tibetosinensis Kleinschmidt & Weigold, 1922
- Sitta europaea delacouri Deignan, 1938
- Sitta europaea kongboensis  Kinnear, 1940

Statut de conservation UICN

 LC  : Préoccupation mineure
La Sittelle des Naga (Sitta nagaensis) est une espèce d'oiseaux de la famille des Sittidae. C'est une sittelle de taille moyenne, mesurant de 12,5 à 14 cm de longueur. Les parties supérieures sont d'un gris-bleu uni, avec un trait loral noir très marqué. Les parties inférieures sont uniformes de la gorge au ventre, grises à chamois, avec du rouge brique sur les flancs, et les sous-caudales blanches bordées de roux. La Sittelle des Naga émet différentes sortes de cris, pouvant parfois rappeler l'alarme de troglodytes, et son chant est un crépitement monotone et stéréotypé, typiquement en chichichichichi. Peu de données existent quant à son écologie, mais elle se nourrit probablement de petits arthropodes et de graines, et la saison de reproduction commence entre mars et mai. Le nid est typiquement situé dans un trou dans le tronc d'un arbre, et la couvée compte deux à cinq œufs.
La Sittelle des Naga vit depuis l'extrême Nord-Est de l'Inde, dans une partie du Tibet et du Centre-Sud de la Chine, sa répartition descendant jusque dans l'Est de la Birmanie et le Nord-Ouest de la Thaïlande. Des populations isolées vivent dans le Sud du Laos et du Viêt Nam. Elle peuple les forêts sempervirentes ou les pinèdes, mais peut aussi s'accommoder de forêts mixtes ou décidues. Sa répartition altitudinale varie selon les localités, mais s'étale de 915 à 4 570 m. L'espèce est décrite en 1874 par le naturaliste britannique Henry Godwin-Austen qui la nomme Sitta nagaensis en référence aux Naga Hills, lieu de collecte du matériel type. Elle appartient au groupe d'espèces « europaea » — comprenant notamment la Sittelle du Cachemire (S. cashmirensis) et la Sittelle torchepot (S. europaea) — qui maçonnent toutes l'entrée de leur nid. Les effectifs de l'espèce ne sont pas estimés mais semblent en déclin. Cependant, la distribution de l'oiseau est relativement vaste, et l'Union internationale pour la conservation de la nature considère l'espèce comme de « préoccupation mineure ».

## Description

### Plumage et mensurations

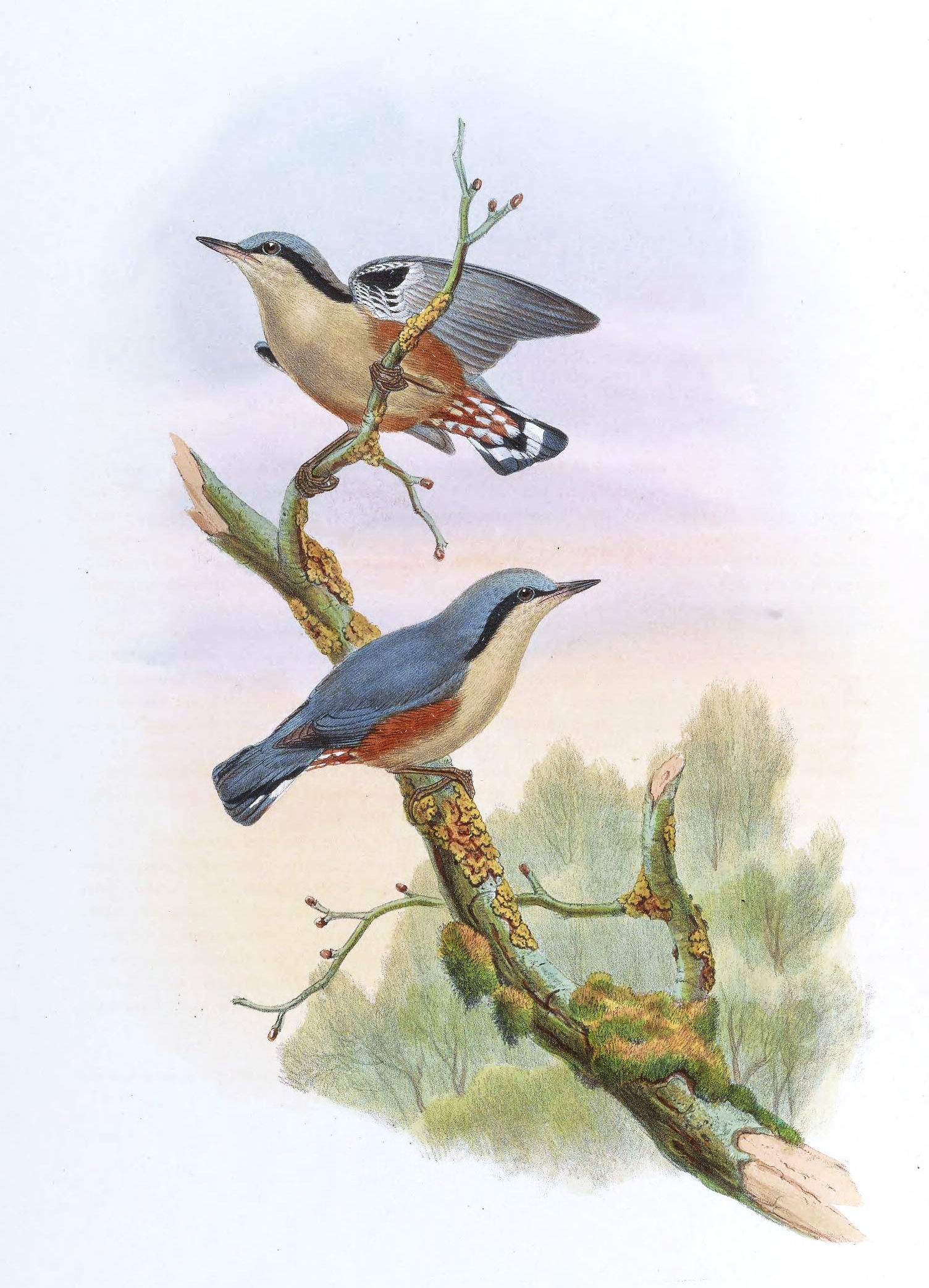
Planche de John Gould dessinée à partir des types de la sous-espèce nominale S. n. nagaensis.

La Sittelle des Naga est une sittelle de taille moyenne, mesurant entre 12,5 et 14 cm de longueur,. Les parties supérieures sont d'un gris-bleu uni, de la calotte à la queue, avec un trait loral noir très marqué s'étendant jusqu'à la base de l'aile. Les parties inférieures sont gris pâle, plus ou moins teintées de chamois selon la sous-espèce ou l'usure du plumage ; l'arrière des flancs rouge brique foncé contraste fortement avec le reste des parties inférieures. Les couvertures sous-caudales sont de la même couleur, avec selon les sous-espèces une grosse bordure blanche à l'extrémité des plumes, ou une tache blanche à proximité de cette extrémité.
Le dimorphisme sexuel est peu marqué. Chez le mâle, l'arrière des flancs est d'un rouge brique intense, contrastant avec le roux des sous-caudales, quand il est aussi roux que celles-ci chez la femelle. La femelle a également les parties inférieures plus ternes, et celles du juvénile sont plus chamoisées que celles des adultes au plumage usé. L'iris est brun à brun foncé, le bec est gris-noir à noirâtre avec la base de la mandibule inférieure (et parfois la base de la supérieure) gris ardoise ou gris-bleu. Les pattes sont d'un brun foncé, verdâtre ou gris-bleu, avec les griffes presque noires.

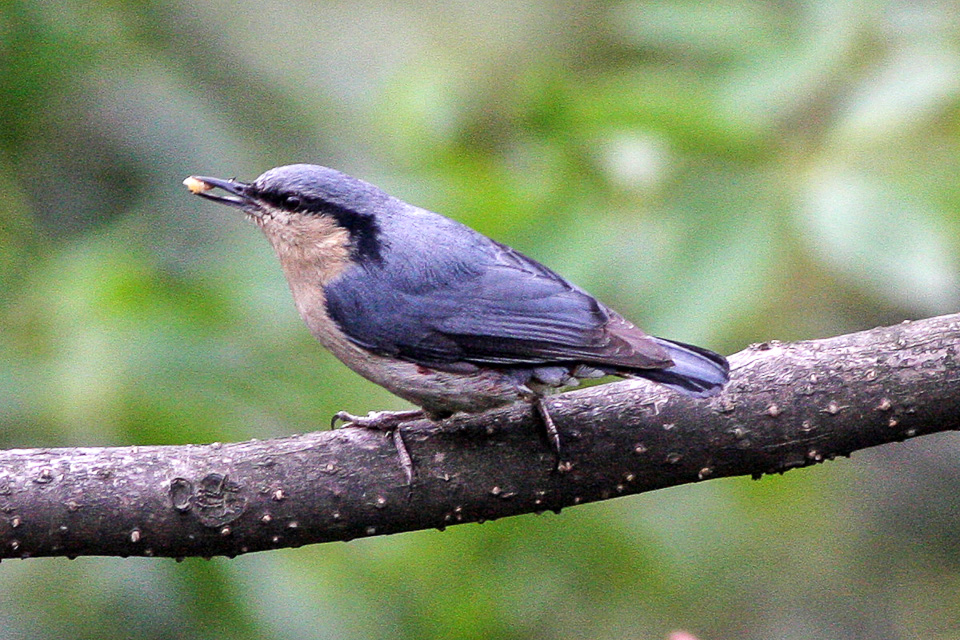
S. n. montium dans les monts Wawu, xian de Hongya (Chine).

Trois sous-espèces sont reconnues (voir le paragraphe Taxinomie), mais les variations sont essentiellement clinales, les populations chinoises (S. n. montium) ayant les parties inférieures chamoisées, quand elles sont plus ternes et d'un gris plus pur en allant vers le sud de la répartition de l'espèce. Ainsi dans le Nord-Est de l'Inde et l'Ouest de la Birmanie, S. n. nagaensis en plumage frais est aussi chamoisée que S. n. montium en plumage usé. Dans le Sud du Viêt Nam et le Sud-Ouest de la Birmanie, S. n. grisiventris a les parties inférieures d'un gris plus pur que S. n. nagaensis. Les adultes connaissent une mue complète après la saison de reproduction, à partir de mai-juin, et incomplète avant celle-ci.
Les mensurations varient quelque peu selon la sous-espèce : l'aile pliée mesure 72-89 mm pour le mâle S. n. montium et 71-88 mm pour la femelle ; 75-81 mm pour le mâle S. n. nagaensis et 72-75 mm pour la femelle ; 71-83 mm pour le mâle S. n. grisiventris, et 69-80,5 mm pour la femelle. Chez S. n. montium, le bec mesure 16,5-22 mm, le tarse de 16 à 20 mm, la queue mesure 40-51 mm chez le mâle et 37-49 mm chez la femelle. Le poids, mesuré également pour la sous-espèce S. n. montium, est de 12-22 g.

### Espèces similaires

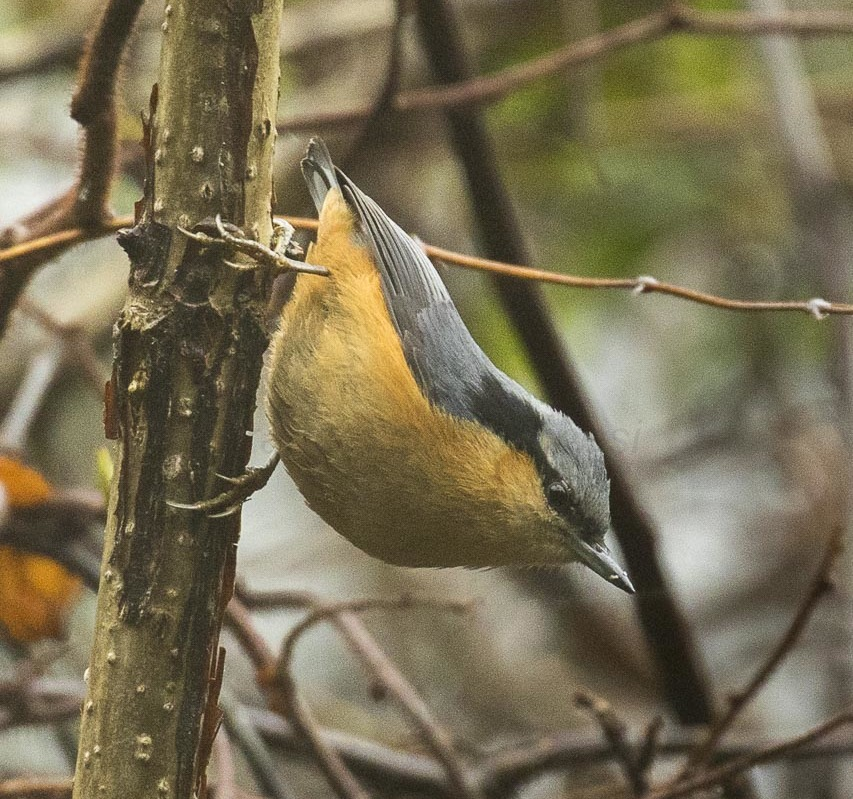
La Sittelle de l'Himalaya (S. himalayensis) a les parties inférieures uniformes et bien plus colorées que la Sittelle des Naga.

L'aire de répartition de la Sittelle des Naga chevauche celles de la Sittelle d'Indochine (S. neglecta) et de la Sittelle de Blyth (S. cinnamoventris). La Sittelle des Naga s'en distingue cependant facilement par la couleur de ses parties inférieures, et l'absence de contraste entre les flancs de la tête et la gorge, quand les deux autres espèces ont le menton, les joues et la région parotique blancs contrastant avec les parties inférieures rouge brique à orange-brun. Cependant, chez la Sittelle de Naga, certains individus en plumage frais — particulièrement la sous-espèce S. n. montium — peuvent avoir les parties inférieures presque aussi chamoisées que certaines femelles ou jeunes de Sittelle d'Indochine. La Sittelle des Naga se reconnait alors à ses parties supérieures d'un bleu plus sombre et plus terne, par ses flancs roux contrastant avec le chamois et par ses sous-caudales, aux plumes bordées de roux donnant un motif en « écailles », quand elles paraissent presque uniformément blanches chez la Sittelle d'Indochine.
La sous-espèce S. n. montium peut aussi être confondue avec la sous-espèce S. e. sinensis de la Sittelle torchepot (S. europaea), là où elles coexistent au Sichuan et au Fujian. Si cette dernière espèce a les parties inférieures toujours plus orangées, certaines femelles torchepot peuvent être difficiles à différencier d'une Sittelle des Naga en plumage frais. Les deux espèces se distinguent cependant par leurs vocalisations, S. nagaensis ne possédant pas le dwip, dwip chantant caractéristique de la Sittelle torchepot. Des hybrides entre ces deux taxons ont été supposés, les populations montagnardes de S. e. sinensis étant, comme la Sittelle des Naga, plus grises en dessous, plus sombres au-dessus et plus grandes que les individus de plaine. La Sittelle des Naga est cependant encore plus grise, et n'a pas les joues blanchâtres de la Sittelle torchepot.
Dans le Sud-Ouest de la Chine, la Sittelle des Naga vit dans l'aire de répartition de la Sittelle du Yunnan (S. yunnanensis). Cette dernière est cependant plus petite, présente un fin sourcil blanc, et a les parties inférieures unies, chamois pâle, sans roux sur les flancs. Dans le Nord-Est de l'Inde et le Nord-Ouest de la Birmanie, la Sittelle des Naga peut être confondue avec la Sittelle de l'Himalaya (S. himalayensis), les deux espèces peuplant des habitats similaires. La Sittelle de l'Himalaya a cependant une tache blanche sur le dessus des rectrices centrales, et a les parties inférieures plus orangées, sans les flancs rouge brique ni de taches blanches aux sous-caudales. La Sittelle géante (S. magna), dont la répartition chevauche celle de la Sittelle des Naga en Inde, en Birmanie et en Thaïlande, se différencie de celle-ci par sa taille bien plus grande, son trait oculaire plus fin et sa calotte bien plus claire que le reste du manteau.

## Écologie et comportement

### Voix
Les cris d'appel sont variés, avec des sons couinant, en sit ou souvent sit-sit, répétés plus ou moins rapidement avec diverses inflexions et en séries irrégulières. Des sons similaires mais plus secs, en tchip ou tchit, sont parfois émis, souvent en un trille rappelant l'alarme du Troglodyte des forêts (Troglodytes hiemalis). Les cris d'alarme de la Sittelle des Naga sont rapportés dans la littérature anglophone comme des sons nasaux en quir, kner ou mew, ainsi qu'en un tsit emphatique et métallique, parfois doublé ou répété en séries rapides. Le chant est une crécelle ou un trémolo stéréotypé et monotone, en chichichichichi… ou trr-r-r-r-r-r-r-r-ri…, durant moins d'une seconde ou parfois ralenti en chi-chi-chi-chi-chi… ou diu-diu-diu-diu-diu rappelant le chant de la Sittelle torchepot (S. europaea).

### Alimentation

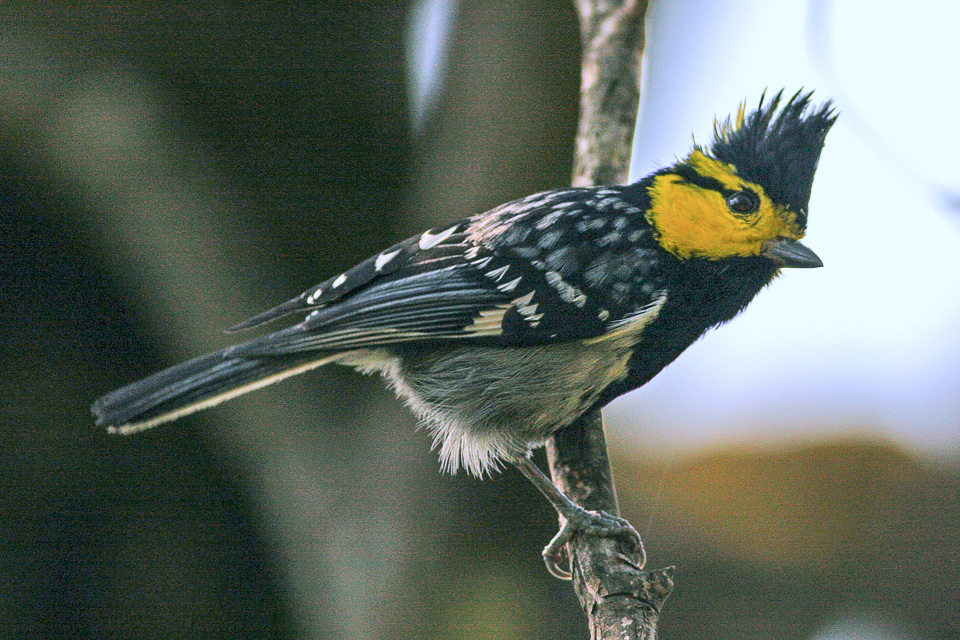
En hiver, la Mésange à dos tacheté (Machlolophus spilonotus) peut se déplacer en compagnie de la Sittelle des Naga au sein de volées mixtes d'alimentation.

La Sittelle des Naga prospecte généralement seule ou en couple, ou forme des volées mixtes d'alimentation en dehors de la saison de reproduction. En hiver, elle peut ainsi être observée en compagnie de différentes espèces de mésanges — des Paridae comme la Mésange à dos tacheté (Machlolophus spilonotus), ou des Aegithalidae —, de pics, d'alcippes et de minlas,. Elles cherche souvent sa nourriture au sol, sur des rochers, de vieilles souches ou sur les arbres. Aucune donnée précise concernant son alimentation n'est publiée, mais l'espèce se nourrit probablement de petits arthropodes et de graines.

### Reproduction
Bien que la saison de reproduction varie selon les régions, elle se déroule généralement de mars à mai : mars-juin pour l'Inde, avril-début juin pour l'Est de la Birmanie, avril-mai dans le Fujian. Sur le mont Victoria, des juvéniles sortis du nid ont été observés dès le 31 mars. D'après les observations réalisées en Thaïlande et au Viêt Nam, la construction du nid commence en janvier. Celui-ci est situé à une dizaine de mètres de hauteur dans le trou d'un arbre, ou dans une souche.
La Sittelle des Naga peut, comme la Sittelle torchepot et d'autres espèces de la famille, maçonner l'entrée d'une cavité avec de la boue afin d'en réduire l'ouverture et éviter ainsi la prédation de la couvée. Le fond du nid est tapissé de morceaux d'écorce et de mousses, et garni de poils. La ponte est constituée de deux à cinq œufs, mesurant en moyenne 18,6 × 13,8 mm chez S. n. nagaensis et 18,3 × 14 mm chez S. n. montium. Ils sont blancs, avec des points rouges superposés à un fond tacheté de rouge-violet et principalement concentrés dans le bout le plus large de l'œuf,.

## Répartition et habitat

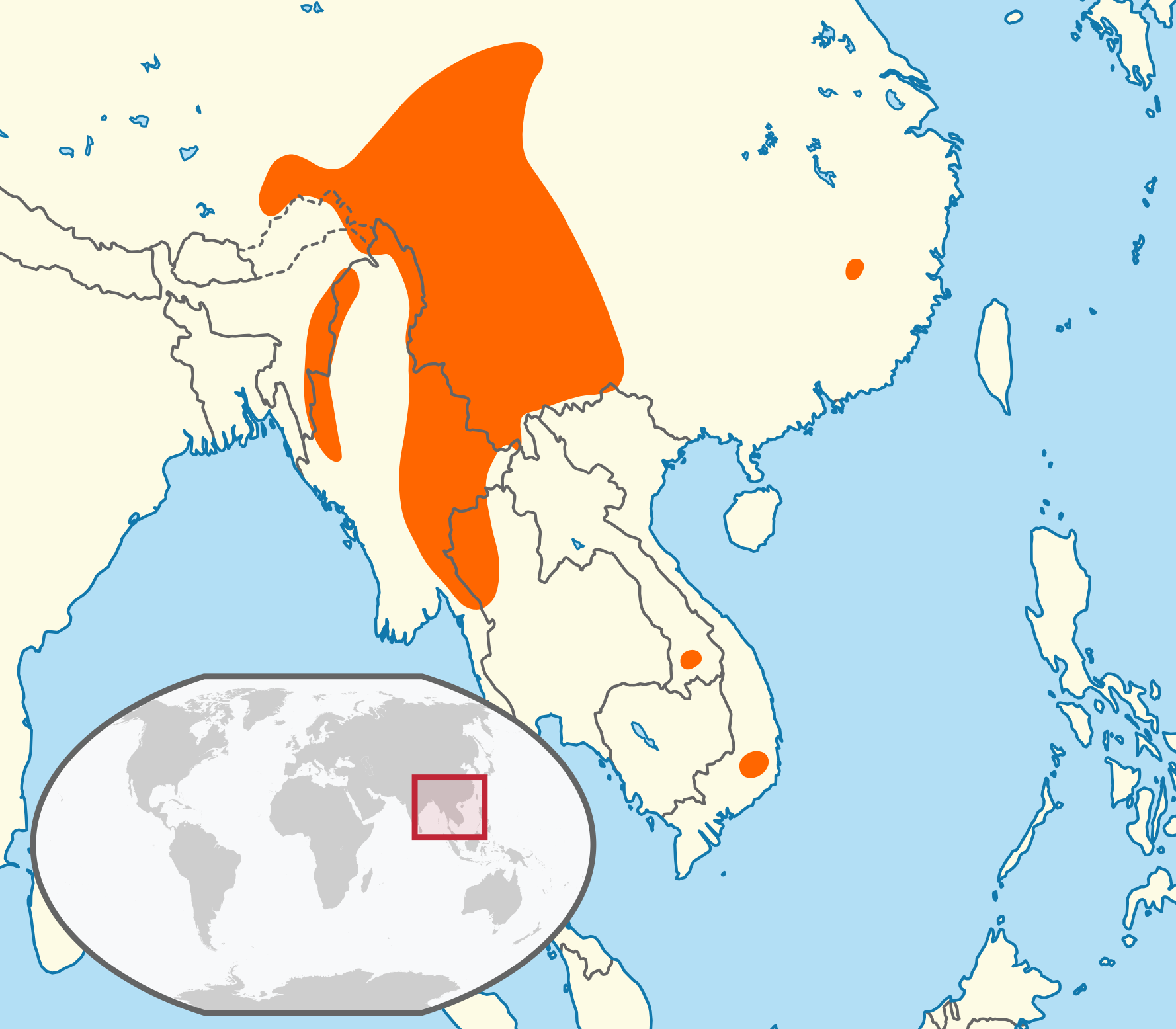
Répartition approximative de la Sittelle des Naga en Asie du Sud-Est.

Cette espèce vit du Tibet jusqu'au Centre-Sud du Viêt Nam. En Inde, on la trouve uniquement dans les états à l'extrême Est du pays : l'Arunachal Pradesh (notamment dans le Patkai), le Nagaland, le Manipur, l'Assam (dans les Cachar Hills) et le Meghalaya (dans les Khasi Hills). L'espèce vit dans les Chin Hills dans l'Ouest de la Birmanie, mais l'essentiel de sa distribution dans ce pays se trouve dans la moitié Est, depuis l'État Kachin au Nord (vallées de l'Adung et du Chindwin) jusqu'à l'État shan au moins (notamment Kengtung et Kalaw), pour déborder dans l'Ouest de la Thaïlande (provinces de Mae Hong Son et Chiang Mai). L'espèce niche au Tibet et au Centre-Sud de la Chine, depuis l'Ouest du Sichuan, du Yunnan et marginalement dans le Sud-Ouest du Guizhou. Une population chinoise isolée vit également dans le Nord-Ouest du Fujian, sur le mont Huanggang. Deux autres populations isolées forment l'extrême sud de la répartition de l'espèce, l'une se trouvant dans le Sud du Viêt Nam sur le plateau du Đà Lạt, une autre étant signalée au Laos sur le plateau des Bolovens,.
La Sittelle des Naga peuple généralement les forêts sempervirentes des reliefs, ou les forêts et les parcelles de pins poussant sur les crêtes sèches au milieu de forêts sempervirentes. Localement, elle vit aussi en forêts décidues, dans le Nord-Est de l'Inde, en chênaie-aulnaie (Quercus-Alnus) dans le Nord-Est de la Birmanie, dans les pessières (Picea sp.), les sapinières (Abies sp.) ou les peuplements de rhododendrons dans le Yunnan, ou les forêts de peupliers (Populus sp.) ou de noyers (Juglans sp.) dans le Sichuan. La répartition altitudinale s'étend de 1 400-2 600 m en Inde, en Birmanie (occasionnellement jusqu'à 3 200 m) et en Thaïlande, et de 1 050 à plus de 3 500 m au Tibet, au Sichuan, et jusqu'à 4 570 m au Yunnan. La population du Sud du Viêt Nam vit entre 915 et 2 285 m.

## Taxinomie

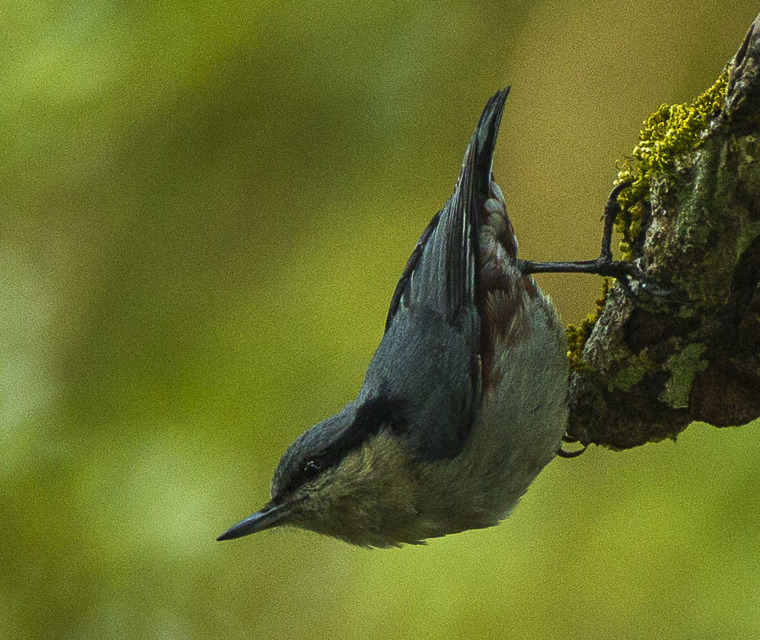
Un individu de la sous-espèce S. n. montium, photographié dans le nord-ouest de la Thaïlande.

La Sittelle des Naga est décrite en 1874 par le naturaliste britannique Henry Godwin-Austen. Son nom d'espèce, composé de naga et du suffixe latin -ensis, « qui vit dans, qui habite », lui a été donné en référence à la zone de collecte du matériel type, les Naga Hills, un massif frontalier entre la Birmanie et l'Inde. Dans le découpage en sous-genres du genre Sitta, peu utilisé, la Sittelle des Naga est placée dans Sitta (Sitta) Linnaeus, 1758. Selon le Congrès ornithologique international et Alan P. Peterson, il existe trois sous-espèces :
- S. n. montium La Touche, 1899, décrite comme une forme montagnarde par l'ornithologue John David Digues La Touche sous le protonyme de Sitta montium[21], vit dans l'est du Tibet, le sud et l'est de la Chine, en Birmanie et dans le nord-ouest de la Thaïlande ;
- S. n. nagaensis Godwin-Austen, 1874, vit dans le nord-est de l'Inde et l'ouest de la Birmanie ;
- S. n. grisiventris Kinnear, 1920, décrite sous le protonyme de Sitta europaea grisiventris puisque S. n. nagaesis était elle-même considérée comme sous-espèce de la Sittelle torchepot (S. europaea)[22], vit dans le sud-ouest de la Birmanie et le sud du Laos et du Viêt Nam.

La sous-espèce S. n. montium a été considérée comme pouvant résulter de l'hybridation entre la Sittelle des Naga et la sous-espèce sinensis de la Sittelle torchepot (Sitta europaea), ou au moins comme pouvant intergrader avec celle-ci. Cela est possiblement dû au fait que la série type de S. e. sinensis était composite, et comprenait un spécimen de Sittelle des Naga. Pour ces raisons, Voisin et al. désignent en 2002 un lectotype pour le nom Sitta sinensis J. Verreaux, 1871,. L'attribution des populations du Sud-Ouest birman et du Sud de l'Indochine à la même sous-espèce, S. n. grisiventris — avec S. n. nagaensis s'intercalant entre ces populations dans l'Ouest de la Birmanie — semble intenable et leur taxinomie doit encore être vérifiée.
- clade statistiquement peu soutenu
  - Sittelle superbe (S. formosa)
  - 
    - 
      - Sittelle des rochers (S. tephronota)
      - Sittelle de Neumayer (S. neumayer)

    - 
      - 
        - Sittelle du Cachemire (S. cashmirensis)
        - Sittelle des Naga (S. nagaensis)
        - Sittelle torchepot (S. europaea)

      - Sittelle de l'Himalaya (S. himalayensis)

En 2014, Éric Pasquet et al. publient une phylogénie fondée sur l'ADN nucléaire et mitochondrial de 21 espèces de sittelles. Le groupe « europaea » est rapproché des deux sittelles des milieux rocheux, la Sittelle de Neumayer (S. neumayer) et la Sittelle des rochers (S. tephronota). Au sein du groupe « europaea », la Sittelle de l'Himalaya (S. himalayensis) — et donc probablement la Sittelle du Victoria (S. victoriae), qui s'en rapproche fortement par sa morphologie, bien qu'elle ne soit pas incluse dans l'étude — apparaît comme basale, et la Sittelle des Naga est rapprochée de la Sittelle torchepot (S. europaea) et de la Sittelle du Cachemire (S. cashmirensis). La Sittelle indienne (S. castanea), la Sittelle de Blyth (S. cinnamoventris), la Sittelle d'Indochine (S. neglecta) et la Sittelle de Sibérie (S. arctica) ne sont pas incluses dans l'étude. Toutes les espèces du groupe « europaea » maçonnent l'entrée de leur nid.

## Menaces et protection
Les effectifs de la Sittelle des Naga sont en déclin à cause de la destruction et la fragmentation des habitats, mais son aire de répartition, estimée à 3 800 000 km2, est vaste et l'espèce est généralement commune dans l'ensemble de son aire de répartition. Pour ces raisons, la Sittelle des Naga est donc considérée comme de « préoccupation mineure » par l'Union internationale pour la conservation de la nature. Une étude menée en 2009 a essayé de prédire l'impact que pourront avoir les changements climatiques sur la répartition de plusieurs espèces de sittelles en Asie, en modélisant deux scénarios ; la Sittelle des Naga pourrait voir sa distribution diminuer de 15,9 à 17,4 % d'ici les années 2040 à 2069.